# Miloš Čech
Miloš (Amandus) Čech (15. dubna 1855, Liteň – 1. ledna 1922, Varnsdorf) byl starokatolický kněz, administrátor Starokatolické církve, spisovatel a publicista. Byl mladším bratrem spisovatele Svatopluka Čecha.
Jeho otec František Jaroslav Čech sloužil jako panský hospodář a rodina se počítala mezi české vlastence.
Školního vzdělání nabyl nejprve ve Vraném, později pak v Mnichově Hradišti. Na útraty svého strýce byl dán na gymnázium v Mladé Boleslavi a počátkem školního roku 1866–67 byl přijat za bezplatného chovance arcibiskupského konviktu a studoval na novoměstském gymnáziu. Zde si velmi dobře osvojil německý jazyk a byl nasměrován k duchovnímu povolání.
Po úspěšné maturitě se rozhodl pro kněžská studia a nastoupil do pražského semináře. Zde ale nebyl spokojen a přestoupil do semináře litoměřického, tehdy liberálnějšího. Zde se také setkává s českým i německým prostředím, což pro něj později bylo určující.
Na kněze byl vysvěcen 20. července 1878 v Litoměřicích. Jeho světitelem byl světící biskup pražské arcidiecéze a titulární biskup joppenský Karel František Průcha. Prvním větším duchovní působištěm se mu stal Český Dub.
Zde pokračuje v česko-německých stycích a stává se jednatelem České besedy. V církevní službě však nenachází přijetí u německých farníků, kteří si na českého faráře – který ovšem v té době hovořil už perfektní němčinou – opakovaně stěžovali. Asi se to stalo pro Čecha impulsem k přestupu do starokatolické církve roku 1880.
V letech 1880-1882 byl kooperátorem ve varnsdorfské starokatolické farnosti, centru starokatolictví v českých zemích. (Ne náhodou zde později vzniká biskupství.) Pro snadnější působení mezi německými farníky začíná Miloš Čech užívat poněmčelého jména Amandus Czech. Roku 1881 adresuje litoměřickému biskupovi Antonínu Ludvíku Frindovi sedmdesátistránkovou odpověď na exkomunikaci, kterou na něj biskup uvalil.
V roce 1897 se po odchodu faráře Antona Nittela do penze stává farářem. Dále se odsud stal i správcem rakouské starokatolické církve. V rámci rozšiřování kontaktů navázal spolupráci i s anglikánskou církví.
Vznikající pražskou starokatolickou obec udržel i po vzniku Československé republiky, a tak starokatolickou církev adaptoval v novém státě.
Zemřel vyčerpán celoživotním pracovním nasazením. Je považován za významnou osobnost česko-německých vztahů.

## Literární činnost
Česky přispíval do beletristického týdeníku Lumír, který v letech 1873–1876 vedl jeho bratr Svatopluk, a také do humoristického a satirického obrázkového týdeníku Paleček, kde vystupoval pod pseudonymem Jan z Lípy.
Roku 1880 vydává útlou knížku Eine Erklärung über das Wesen und die Ziele der alt-katholischen Bewegung (Objasnění podstaty a cílů starokatolického hnutí)
Po ustanovení správcem rakouské církve píše mnohá kázání a pastorální listy. Stává se také autorem zpěvníku, jenže se dočkal celkem čtyř vydání. Napsal i knihu biblických příběhů pro mládež.

## Galerie

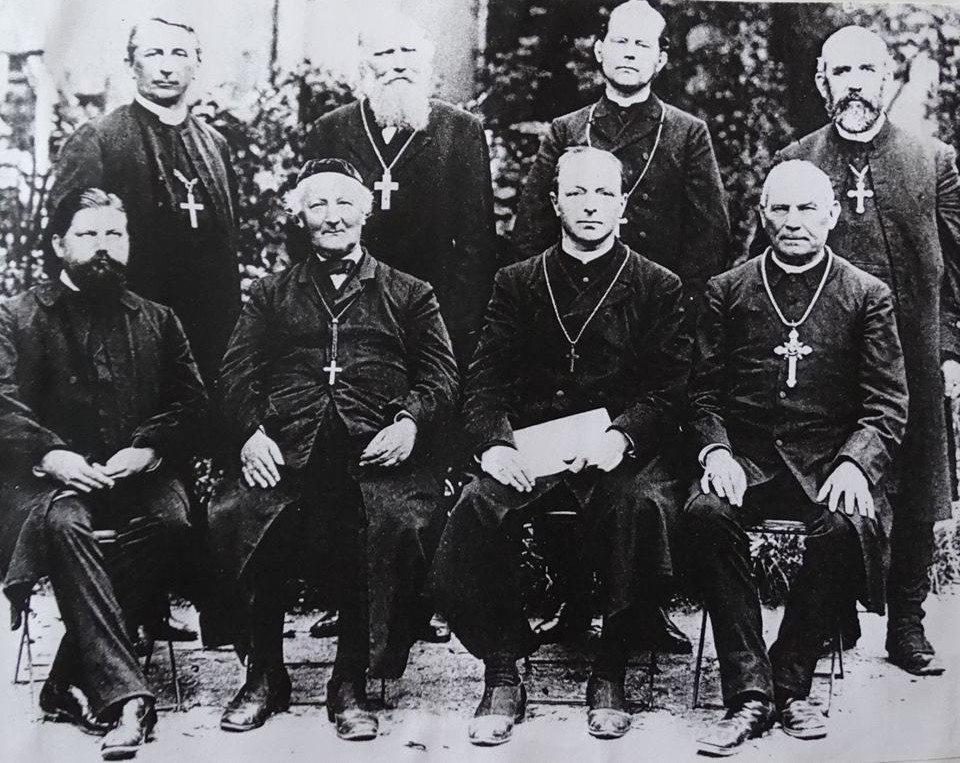
Starokatolický kongres v Rotterdamu v roce 1894. Sedící zleva: Miloš Čech (správce rakouského biskupství), Rinkl (biskup z Haarlemu), Gul (utrechtský arcibiskup), Reinkens (1. německý starokatolický biskup). Stojící zleva: Herzog (biskup Švýcarska), Janitschev (arcikněz z Ruska), Spit (biskup z Deventeru), Hale (biskup z Cairo z Episkopální církve Severní Ameriky).